# Bulbophyllum longipedicellatum
Bulbophyllum longipedicellatum là một loài phong lan thuộc chi Bulbophyllum.